# Regina Häusl
Regina Häusl (ur. 17 grudnia 1973 w Bad Reichenhall) – niemiecka narciarka alpejska, dwukrotna mistrzyni świata juniorów oraz zdobywczyni Małej Kryształowej Kuli Pucharu Świata.

## Kariera
Po raz pierwszy na arenie międzynarodowej pojawiła się w 1990 roku, startując na mistrzostwach świata juniorów w Zinal. Zajęła tam ósme miejsce w supergigancie. Jeszcze dwukrotnie startowała na imprezach tego cyklu, zdobywając złote medale w gigancie i supergigancie podczas mistrzostw świata juniorów w Mariborze w 1992 roku.
W zawodach Pucharu Świata zadebiutowała 7 grudnia 1991 roku w Santa Caterina, gdzie zajęła 15. miejsce w supergigancie. Tym samym już w debiucie zdobyła pierwsze pucharowe punkty. Na podium zawodów PŚ po raz pierwszy stanęła 20 grudnia 1992 roku w Lake Louise, kończąc supergiganta na trzeciej pozycji. W zawodach tych wyprzedziły ją jedynie jej rodaczka, Katja Seizinger i Rosjanka Tatjana Lebiediewa. W kolejnych startach jeszcze dwanaście razy stanęła na podium, odnosząc przy tym jedno zwycięstwo: 9 stycznia 1993 roku w Cortina d’Ampezzo była najlepsza w zjeździe. W sezonie 1992/1993 zajęła 10. miejsce w klasyfikacji generalnej, a w klasyfikacji zjazdu była druga. Ponadto w sezonie 1999/2000 zwyciężyła w klasyfikacji zjazdu.
Wystartowała na igrzyskach olimpijskich w Albertville w 1992 roku, gdzie nie ukończyła kombinacji. Na rozgrywanych sześć lat później igrzyskach w Nagano była czwarta w supergigancie, przegrywając walkę o podium z Austriaczką Alexandrą Meissnitzer o 0,18 sekundy. Brała również udział w igrzyskach olimpijskich w Salt Lake City w 2002 roku, gdzie była dziesiąta w zjeździe, a supergiganta nie ukończyła. Była też między innymi piąta w zjeździe podczas mistrzostw świata w Vail/Beaver Creek w 1999 roku.
W 2005 roku zakończyła karierę.

## Osiągnięcia

### Igrzyska olimpijskie
| Miejsce | Dzień     | Rok  | Miejscowość    | Konkurencja | Czas biegu | Strata | Zwyciężczyni       |
| ------- | --------- | ---- | -------------- | ----------- | ---------- | ------ | ------------------ |
| DNF     | 13 lutego | 1992 | Albertville    | Kombinacja  | 2,55 pkt   | -      | Petra Kronberger   |
| 4.      | 11 lutego | 1998 | Nagano         | Supergigant | 1:18,02    | +0,25  | Picabo Street      |
| DNF     | 16 lutego | 1998 | Nagano         | Zjazd       | 1:29,89    | -      | Katja Seizinger    |
| 30.     | 20 lutego | 1998 | Nagano         | Gigant      | 2:50,59    | +13,98 | Deborah Compagnoni |
| 10.     | 12 lutego | 2002 | Salt Lake City | Zjazd       | 1:39,56    | +1,28  | Carole Montillet   |
| DNF     | 17 lutego | 2002 | Salt Lake City | Supergigant | 1:13,59    | -      | Daniela Ceccarelli |

### Mistrzostwa świata
| Miejsce | Dzień     | Rok  | Miejscowość       | Konkurencja | Czas biegu | Strata | Zwyciężczyni          |
| ------- | --------- | ---- | ----------------- | ----------- | ---------- | ------ | --------------------- |
| 32.     | 11 lutego | 1993 | Morioka           | Zjazd       | 1:27,38    | +2,40  | Kate Pace             |
| 10.     | 14 lutego | 1993 | Morioka           | Supergigant | 1:33,52    | +1,37  | Katja Seizinger       |
| 13.     | 12 lutego | 1996 | Sierra Nevada     | Supergigant | 1:21,00    | +1,55  | Isolde Kostner        |
| 24.     | 18 lutego | 1996 | Sierra Nevada     | Zjazd       | 1:54,06    | +2,91  | Picabo Street         |
| 11.     | 15 lutego | 1997 | Sestriere         | Zjazd       | 1:41,18    | +2,03  | Hilary Lindh          |
| 13.     | 3 lutego  | 1999 | Vail/Beaver Creek | Supergigant | 1:20,53    | +1,45  | Alexandra Meissnitzer |
| 5.      | 7 lutego  | 1999 | Vail/Beaver Creek | Zjazd       | 1:48,20    | +0,72  | Renate Götschl        |
| 29.     | 3 lutego  | 2003 | Sankt Moritz      | Supergigant | 1:27,48    | +4,08  | Michaela Dorfmeister  |
| 16.     | 9 lutego  | 2003 | Sankt Moritz      | Zjazd       | 1:34,30    | +0,91  | Mélanie Turgeon       |

### Mistrzostwa świata juniorów
| Miejsce | Dzień       | Rok  | Miejscowość | Konkurencja | Czas biegu | Strata | Zwyciężczyni    |
| ------- | ----------- | ---- | ----------- | ----------- | ---------- | ------ | --------------- |
| 8.      | 22 marca    | 1990 | Zinal       | Supergigant | 1:10,12    | +1,22  | Katja Seizinger |
| 6.      | 11 kwietnia | 1991 | Geilo       | Zjazd       | 1:08,87    | +0,72  | Céline Dätwyler |
| 1.      | 26 lutego   | 1992 | Maribor     | Supergigant | 1:20,66    | -      | -               |
| 1.      | 27 lutego   | 1992 | Maribor     | Gigant      | 1:56,37    | -      | -               |
| 9.      | 29 lutego   | 1992 | Maribor     | Slalom      | 1:17,03    | +1,59  | Urška Hrovat    |

### Puchar Świata

#### Miejsca w klasyfikacji generalnej
- sezon 1991/1992: 20.
- sezon 1992/1993: 10.
- sezon 1993/1994: 45.
- sezon 1994/1995: 56.
- sezon 1995/1996: 53.
- sezon 1996/1997: 26.
- sezon 1997/1998: 21.
- sezon 1998/1999: 13.
- sezon 1999/2000: 13.
- sezon 2001/2002: 66.
- sezon 2002/2003: 55.
- sezon 2003/2004: 72.
- sezon 2004/2005: 115.

#### Miejsca na podium w zawodach
1. Lake Louise – 20 grudnia 1992 (supergigant) – 3. miejsce
2. Cortina d’Ampezzo – 9 stycznia 1993 (zjazd) – 1. miejsce
3. Morzine – 3 marca 1993 (zjazd) – 2. miejsce
4. Tignes – 4 grudnia 1993 (zjazd) – 3. miejsce
5. Cortina d’Ampezzo – 23 stycznia 1998 (supergigant) – 2. miejsce
6. Lake Louise – 28 listopada 1998 (zjazd) – 3. miejsce
7. Åre – 27 lutego 1999 (zjazd) – 3. miejsce
8. Sankt Moritz – 17 grudnia 1999 (zjazd) – 2. miejsce
9. Altenmarkt – 15 stycznia 2000 (zjazd) – 2. miejsce
10. Altenmarkt – 16 stycznia 2000 (supergigant) – 3. miejsce
11. Santa Caterina – 10 lutego 2000 (zjazd) – 2. miejsce
12. Åre – 19 lutego 2000 (zjazd) – 2. miejsce
13. Innsbruck – 25 lutego 2000 (zjazd) – 2. miejsce